# Reinhart Noltz
Reinhart Noltz (* um 1450; † Ende 1518) war im Mittelalter unter anderem Wormser Bürgermeister.

## Biographie
Noltz, der aus einer vermögenden Handwerkerfamilie stammte, studierte 1471 in Heidelberg und, wie viele andere Wormser, 1472 in Köln, wo er den akademischen Grad des Magisters erwarb. Ab 1489 war Noltz ein ständiges Mitglied im Wormser Rat und zeitgleich Baumeister der Liebfrauenkirche. Des Weiteren übte Noltz die Tätigkeit als Schultheiß aus.

## Politik
Noltz wurde vom Wormser Rat ab dem Jahr 1493 mehrfach zu außerordentlichen Besuchen benachbarter Städte abkommandiert, um dort seine Heimatstadt zu repräsentieren und vor allem diplomatisch zwischen den Städten zu vermitteln. 
Des Weiteren war Noltz zwischen 1495 und 1517 mehrfacher Bürgermeister der Stadt Worms. In seinen Amtszeiten veröffentlichte er regelmäßig sogenannte „Tagebücher“. Als solche wurden seinerzeit Amtsberichte benannt, die, außer dass sie an die Öffentlichkeit gerichtet waren, nicht selten persönliche Randnotizen und Einschätzungen enthielten. Die Tagebücher enthielten auch Bemerkungen zu jahreszeitlichen Ereignissen, kulturellen Begebenheiten und auch Streitigkeiten zwischen dem Wormser Rat und der Bevölkerung, dem amtierenden Bischof und dem Klerus.

## Familie
Sein Sohn Eucharius war um 1521 Kanoniker am Wormser Liebfrauenstift.

## Gedenken
In Worms ist ihm die in der Innenstadt gelegene Noltzstraße gewidmet.